# Berendrechtsluis

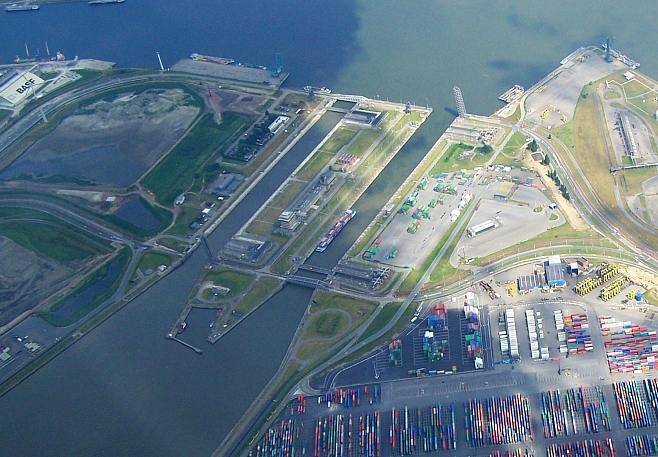
Luchtfoto (Berendrechtsluis rechts)

De Berendrechtsluis is een sluis in Berendrecht in het uiterste noorden van de haven van Antwerpen. Ze vormt samen met de Zandvlietsluis een sluizencomplex tussen de Westerschelde en het Kanaaldok B2. De sluizen in de haven van Antwerpen beschermen de gesloten infrastructuur tegen getijdewerking van de rivier. Achter de sluizen is het waterpeil constant.
De Berendrechtsluis heeft een lengte van 500 m, een breedte van 68 m en een diepte van 13,58 m en was daarmee tot 2016 en de ingebruikname van de Kieldrechtsluis qua volume de grootste sluis ter wereld, zelfs groter dan de sluizen die zich op het Panamakanaal bevinden. Vóór de voltooiing van de Berendrechtsluis in 1989 was haar zustersluis, de Zandvlietsluis de grootste ter wereld.

## Opening
Tijdens de feestelijke openingsceremonie op 1 oktober 1989 kwam het grootste zeeschip dat de Antwerpse haven toen aandeed, de Main Ore, via deze sluis. Dit zeeschip is 335 meter lang en 44 meter breed en heeft een geladen diepgang van 11 meter. Het was een "tij-super" die met hoog water de Berendrechtsluis invoer, met aan boord twee rivierloodsen. Vier sleepboten van de URS moesten haar in de sluis corrigeren, daar de waterverplaatsing bij het invaren soms parten kan spelen. De brede en diepe boeg duwt massa's water weg tussen de boeg en de sluismuren, en zuigt dan aan. Na de ceremonie vertrok het schip uit de sluis naar het Kanaaldok en vervolgens naar het nieuwe Delwaidedok.
Ondertussen vaart de rederij MSC regelmatig naar het Delwaidedok via de Berendrechtsluis met post-Panamax schepen van twee types ULCS (Ultra Large Container Ships) enerzijds 363,57 meter lang en 45,60 meter breed en anderzijds 366,07 meter lang en 51,20 meter breed.
Het sluizencomplex dat op het grondgebied van Antwerpen ligt, bevindt zich op een 25 km ten noorden van het centrum van Antwerpen.
Twee bruggen overspannen de sluis: de Oudendijkbrug over de sluisdeuren aan de Scheldekant en de Berendrechtbrug over de sluisdeuren aan de havenkant.

## Communicatie
Het VHF-werkkanaal van de sluis is 79 en het VHF-dokkanaal 02 (Sector Donk). Eveneens blijft voor de aankomende schepen, met rivierloods, kanaal 6 en voor schepen zonder loods, kanaal 6. De procedure voor de vertrekkende zeeschepen is zoals bij alle Belgische zeesluizen.
Berendrechtsluis · Bonapartesluis · Boudewijnsluis · Kieldrechtsluis · Kallosluis · Kattendijksluis ·  Royerssluis · Van Cauwelaertsluis · Zandvlietsluis · Zuidersluis